# Manchester Open 1990
Il Manchester Open Open 1990 è stato un torneo di tennis giocato sull'erba.
È stata la 1ª edizione del Manchester Open, che fa parte della categoria ATP World Series nell'ambito dell'ATP Tour 1990. Si è giocato a Manchester in Gran Bretagna, dal 18 al 25 giugno 1990.

## Campioni

### Singolare
Pete Sampras ha battuto in finale  Gilad Bloom con il punteggio di 7–6(9), 7–6(3)

### Doppio
Mark Kratzmann /  Jason Stoltenberg hanno battuto in finale  Nick Brown /  Kelly Jones con il punteggio di 6–3, 2–6, 6–4